# Корчмар Юхим Аронович
Юхи́м Аро́нович Корчма́р (9 травня 1914, Одеса — 3 лютого 1978, Саратов) — радянський (український) шахіст, майстер спорту СРСР (1964).

## Біографія
Юхим Корчмар народився в Одесі. Закінчив Одеський електротехнічний інститут інженерів зв'язку. Працював головним інженером вузла зв'язку Волзького річного пароплавства.
Переможець 1-го Одеського обласного шахового з'їзду у 1934 році, чемпіон Одеси 1936 року, переможець чемпіонату Одеської області 1936/1937 рр.
У 1937—1938 роках двічі зіграв у фінальних частинах чемпіонатів України, зокрема у 1937 році став бронзовим призером (спільно з Олександром Константинопольським), а у 1938 — розділив 7-9 місця (спільно з Володимиром Кириловим та Овсієм Поляком).
У 1943 році грав у чемпіонаті Москви, але перед партією з Михайлом Ботвинником був мобілізований та відправлений на фронт. У 1946 році став переможцем першості Центральної групи військ у Празі. Після демобілізації у 1947 році переїхав у Саратов.
Чемпіон ЦР ДСТ «Водник» (1949), віце-чемпіон Таллінна (1953), віце-чемпіон Воєнно-морського флоту (1953), дворазовий чемпіон Саратова (1956, 1959). Учасник півфінальних турнірів чемпіонатів СРСР (1952, 1965). Чемпіон ДСТ «Урожай» РРФСР (1968).
В останні роки працював тренером ДСТ «Урожай» у Саратові.
Юхим Корчмар один із учасників «безсмертної української партії» (див. нижче), в якій він переміг Овсія Поляка. Партія була зіграна 9 липня 1937 року у Києві під час 17 туру чемпіонату України 1937 року.
[Site "Київ"] 
[Date "09.07.1937"] 
[White "Юхим Корчмар"]
[Black "Овсій Поляк"]
[Result "1-0"] 
[EventType "Чемпіонат України із шахів 1937"] 
[EventCountry "UA"]
1.e4 e5 2.Nf3 Nc6 3. Bb5 d6 4. d4 Bd7 5. Nc3 Nf6 6. O-O Nxd4 7. Bxd7+ Qxd7 8.Nxd4 exd4 9. Qxd4 Be7 10.Rd1 O-O 11. e5 Ne8 12.Bf4 a5 13.Rd3 Ra6 14.Re1 Qf5 15.Nd5 Bd8 16.exd6 Nxd6 17. Rg3 f6 18.Bh6 Rf7 19.Nb4 axb4 20.Qxd6 Qd7 21.Qd5 Kf8 22.Rxg7 Qxd5 23. Rg8+ 1-0

## Турнірні результати

### Чемпіонати України
Юхим Корчмар зіграв у двох фінальних турнірах чемпіонатів України, набравши при цьому 21 очко з 34 можливих (+15-7=12).
| Рік  | Місто | Турнір                 | + | − | = | Результат | Місце |
| ---- | ----- | ---------------------- | - | - | - | --------- | ----- |
| 1937 | Київ  | 9-й чемпіонат України  | 7 | 2 | 8 | 11 з 17   | — 4   |
| 1938 | Київ  | 10-й чемпіонат України | 8 | 5 | 4 | 10 з 17   | 7 — 9 |

### Інші турніри
| Рік         | Місто     | Турнір                                                     | + | −  | = | Результат | Місце |
| ----------- | --------- | ---------------------------------------------------------- | - | -- | - | --------- | ----- |
| 1934        | Одеса     | 1-й Одеський обласний шаховий з'їзд                        | 6 | 2  | 1 | 6½ з 9    | 1 — 2 |
| 1935        | Одеса     | Чемпіонат Одеської області                                 |   |    |   | 6½ з 11   | 4     |
| 1936        | Одеса     | Чемпіонат Одеси                                            |   |    |   |           | 1     |
| 1937        | Одеса     | Чемпіонат Одеси                                            |   |    |   | 7 з 11    | 4     |
|             | Одеса     | Чемпіонат Одеської області                                 |   |    |   | 8½ з 13   | 1 — 2 |
| 1943 / 1944 | Москва    | Чемпіонат Москви                                           | 2 | 11 | 3 | 3½ з 16   | 17    |
| 1947        | Саратов   | Всесоюзний турнір кандидатів у майстри спорту              | 6 | 4  | 1 | 6½ з 11   | 2 — 4 |
| 1948        |           | Першість ВЦСПС                                             |   |    |   |           |       |
| 1949        |           | Першість ЦР ДСТ"Водник"                                    |   |    |   |           | 1     |
| 1952        | Ярославль | Чвертьфінал 20-го чемпіонату СРСР                          |   |    |   | 10 з 16   | 2 — 3 |
|             | Мінськ    | Півфінал 20-го чемпіонату СРСР                             | 2 | 7  | 8 | 6 з 17    | 15    |
| 1955        | Саратов   | Півфінал чемпіонату РРФСР                                  |   |    |   | 8 з 13    | 4     |
| 1956        | Саратов   | Чемпіонат Саратова                                         |   |    |   |           | 1     |
| 1959        | Саратов   | Чемпіонат Саратова                                         |   |    |   |           | 1     |
| 1960        | Саратов   | Командний чемпіонат РРФСР (зб. Саратовської обл.)          |   |    |   |           |       |
| 1963        | Саратов   | Матч з С. В. Хавським (кваліфікаційний, на звання майстра) |   |    |   | 7½ : 6½   |       |
|             | Горький   | Спартакіада народів РСФРР (зб. Саратовської обл.)          |   |    |   |           |       |
| 1965        | Ленінград | Півфінал 33-го чемпіонату СРСР                             | 2 | 7  | 6 | 5 з 15    | 13    |
| 1966        | Баку      | Командний чемпіонат СРСР (група Б)                         |   |    |   |           |       |
| 1968        |           | Першість РР ДСТ «Урожай»                                   |   |    |   |           |       |